# Only in Amerika
Only in Amerika è il quarto album in studio del gruppo musicale statunitense Hed P.E., pubblicato nel 2004 dalla Koch Records.

## Tracce
1. Foreplay – 1:32
2. Represent – 4:20
3. The Truth – 3:03
4. Wake Up – 4:35
5. War – 3:49
6. The Box – 3:28
7. CBC – 3:33
8. Voices – 3:13
9. Raise Hell – 5:09
10. Amerikan Beauty – 3:56
11. Chicken – 4:22
12. Daydreams – 2:43
13. Not Ded Yet – 3:31
14. HED – 3:07 – traccia fantasma

## Formazione
- Jahred (Jared Gomes) - voce
- Jaxon (Jaxon Benge) - chitarra
- Mawk (Mark Young) - basso
- Moke (Mark Bistany) - batteria
- Doug «DJ Product © 1969» Boyce - turntablism